# Légvédelmi gépágyú
A légvédelmi gépágyú légi célok megsemmisítésére alkalmas önműködő (automata) tűzfegyver, a gépágyú egy speciális fajtája. Űrmérete 20 mm felett van, általában szárazföldi/vízi járműveken, épületeken helyezik el. A 20. és 21. században egyre erősebb és korszerűbb gépágyúkat fejlesztettek ki, melyeket harckocsik alvázán helyeztek el, ezeket a típusokat önjáróaknak hívjuk. 

## Jellemzői
A légvédelmi gépágyúk leginkább felnagyított géppuskákra emlékeztetnek, mégis ágyúknak hívják őket, mert rendelkeznek az ágyú legtöbb tulajdonságával:
- páncélozott eszközök, épületek ellen is bevethetőek
- kézi alkalmazásuk lehetetlen
- lőszer szempontjából ezekkel a tulajdonságokkal rendelkeznek: nagy űrmérethossz, nagy kezdősebesség, nagy csőtorkolati energia, egyesített lőszer.

A légvédelmi gépágyúk sokszor több csővel rendelkeznek, ezek közül a legismertebb a Gatling-rendszerű, hatcsöves konstrukció. Ez a rendszer található meg az AK–630 típusú szovjet hajó-légvédelmi gépágyún.
A másik elterjedt elrendezés a két vagy négycsöves szerkezet, sok önjáró légvédelmi gépágyút így szerelnek fel.

## Története

### Gépágyúk
Az első gépágyú a 19. és 20. század fordulóján jelent meg. Ez a fegyver az 1880-as években feltalált Maxim-géppuska felnagyított változata volt, pom pom-lövegnek is hívták jellegzetes hangja miatt. Ezt a gépágyút  a második búr háborúban (1899–1902) használták széleskörűen. Az angolok 1918-ig használták a fegyvert.

### Gépágyúk légvédelmi szerepkörben

Szerb katonák tábori ágyút állítanak fel repülőgép ellen, a légvédelmi tüzérség hiányában

Az első világháborúban a repülőgépek egyre nagyobb tűzerőt tudtak képviselni a puskával és szuronnyal felszerelt, lövészárkokban elhelyezkedő katonákkal szemben. A háború első éveiben a hadvezérek tábori ágyúkat próbáltak felállítani légi célok ellen. Ez a módszer azonban nem vált be, ugyanis ha eltévesztették a célt az egylövetű fegyverrel, könnyű célpontnak bizonyultak a repülőgépekkel szemben. A korabeli sorozatlövő fegyverek, a géppuskák nagy tűzerővel rendelkeztek, azonban ezeket élőerő megsemmisítésére tervezték, ezért nem minden távolságból (jellemzően 500 méteren belül) ütötte át a repülőgépek (akkoriban kezdetleges) páncélját. Újra előkerült a pom-pom gépágyú, melyet a britek használtak légvédelemre. Ekkoriban gondoltak arra, hogy a gépágyúk milyen hasznosak lehetnek repülőgépek ellen. A hadvezetés ezeket is alapul véve fejlesztett ki egy új fegyvert, mely nagy tűzerejű, nagy átütőerejű és kellően pontos volt, ezekkel könnyen meg lehetett semmisíteni a korabeli légi eszközöket. 

## Alkalmazásuk
Légvédelmi gépágyúkat a 21. század minden korszerű hadserege használ, ha máshogy nem, akkor repülőgépbe építve. A kisebb, 20–25 mm űrméretű gépágyúkat alacsonyan repülő, páncélozott légi járművek ellen használják. Azokat a típusokat, melyek ennél az űrméretnél nagyobb lövedékeket képesek kilőni, azokat földi páncélosjárművek, épületek és fedezék mögött megbúvó élőerő ellen is be lehet vetni. A légvédelmi gépágyúk leggyakrabban tárból, vagy hevederből tüzelnek. 
Egyes típusok olyan nagy tűzgyorsaságot tudnak  elérni, hogy nemcsak légi járműveket, hanem rakétákat és tüzérségi lövedékeket is képesek megsemmisíteni.

## Kedvelt lőszertípusok
A légvédelmi gépágyúk leggyakrabban repesz-romboló, páncéltörő, kumulatív, fényjelző vagy gyújtó lőszereket használnak. Nem ritka ezek kombinációja sem.

### Repesz-romboló lőszer
Ez a típus a repesz és a rombológránát tulajdonságait egyesíti. Ha időzítve használják, akkor a célpont előtt egy bizonyos távolságra felrobban, a szétrepülő repeszek pedig nagy pusztítást végeznek. Főleg élőerő és nem páncélozott repülőgépek ellen használják.
Ha viszont nem időzítik a gránátot, akkor az a célban fog felrobbanni, és a robbanás által keletkezett lökéshullám rombolóereje tesz kárt a célpontban.

### Páncéltörő lőszer
Nincs robbanóanyag a lövedékben, ez a fajta lőszer szinte egy erős és nagy tömegű vastest, mely a mozgási (kinetikus) energiájával rombol. 
Páncélozott földi és légi célok ellen használják.

### Kumulatív páncéltörő

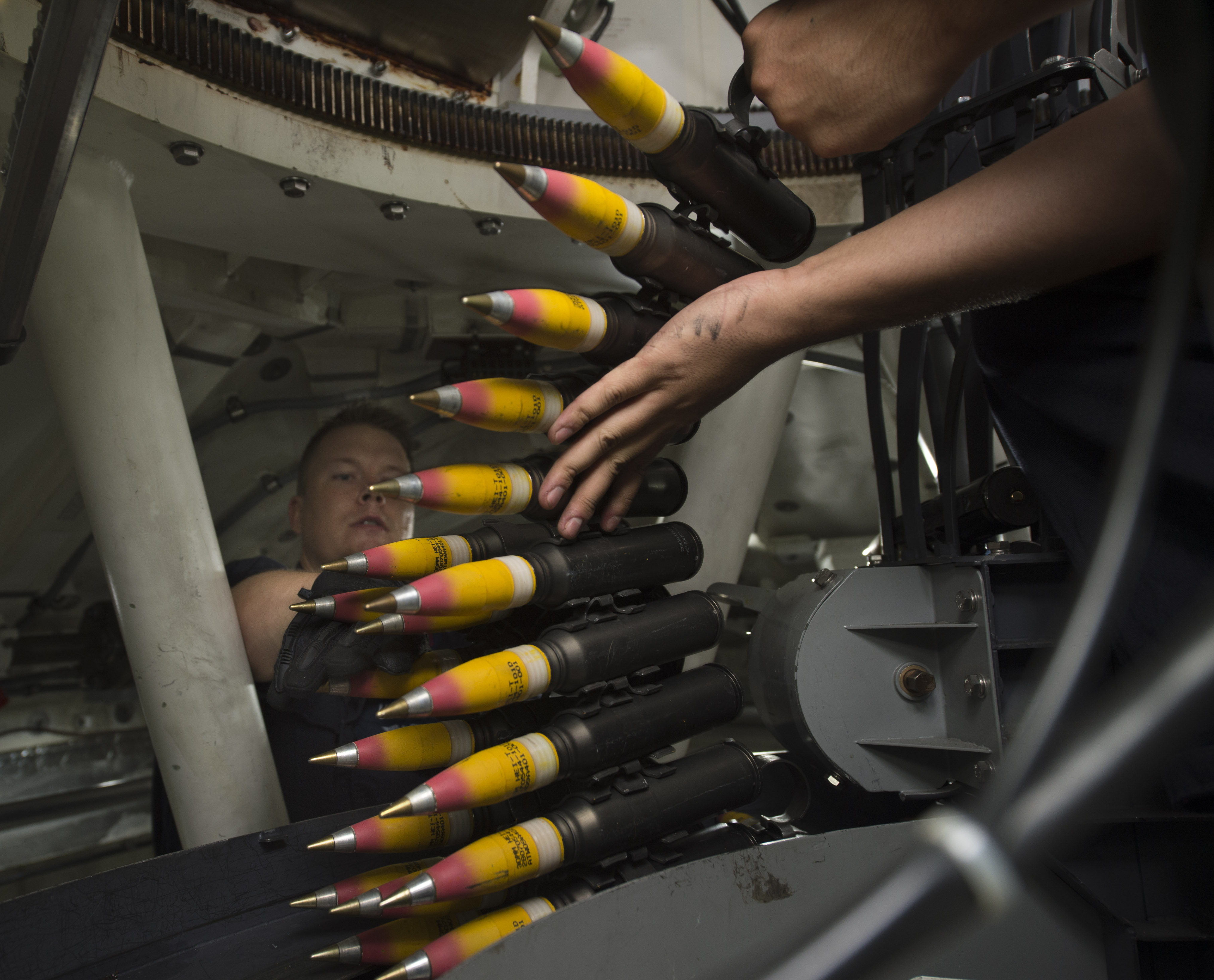
Repesz-romboló-gyújtó lőszerek hevederbe fűzve

A repesz-romboló és a páncéltörő lőszer ötvözete. A lövedékben nagy hatású robbanószer van, amely kizárólag előre fejti ki hatását, így a lehető legnagyobb pusztítást tud végezni egy harckocsiban vagy egy páncélozott szállítójárműben. 

### Fényjelző lőszer
A lövedék belsejében egy kis pirotechnikai töltet található, amelyet kilövéskor a hüvelyben lévő lőpor gyújt meg. Amint elhagyja a fegyvercsövet, meggyullad, így megjelöli a lövedék röppályáját, ezáltal a lövész szabad szemmel is láthatja hova lő. Általában kombinálják más lőszertípussal, mint például a páncéltörővel.

### Gyújtó lőszer
Becsapódáskor lángtengerré változtatja a célpontot. Általában gyúlékony célok ellen használják, mint például fafedezékek.
Sokszor, sikerrel használják repülőgépek ellen is, amikor a gép üzemanyagtartályát vagy motorját veszik célpontba.
A fényjelző lőszerhez hasonlóan ezt a típust is sokszor kombinálják más lőszerekkel.

## Magyarok által használt

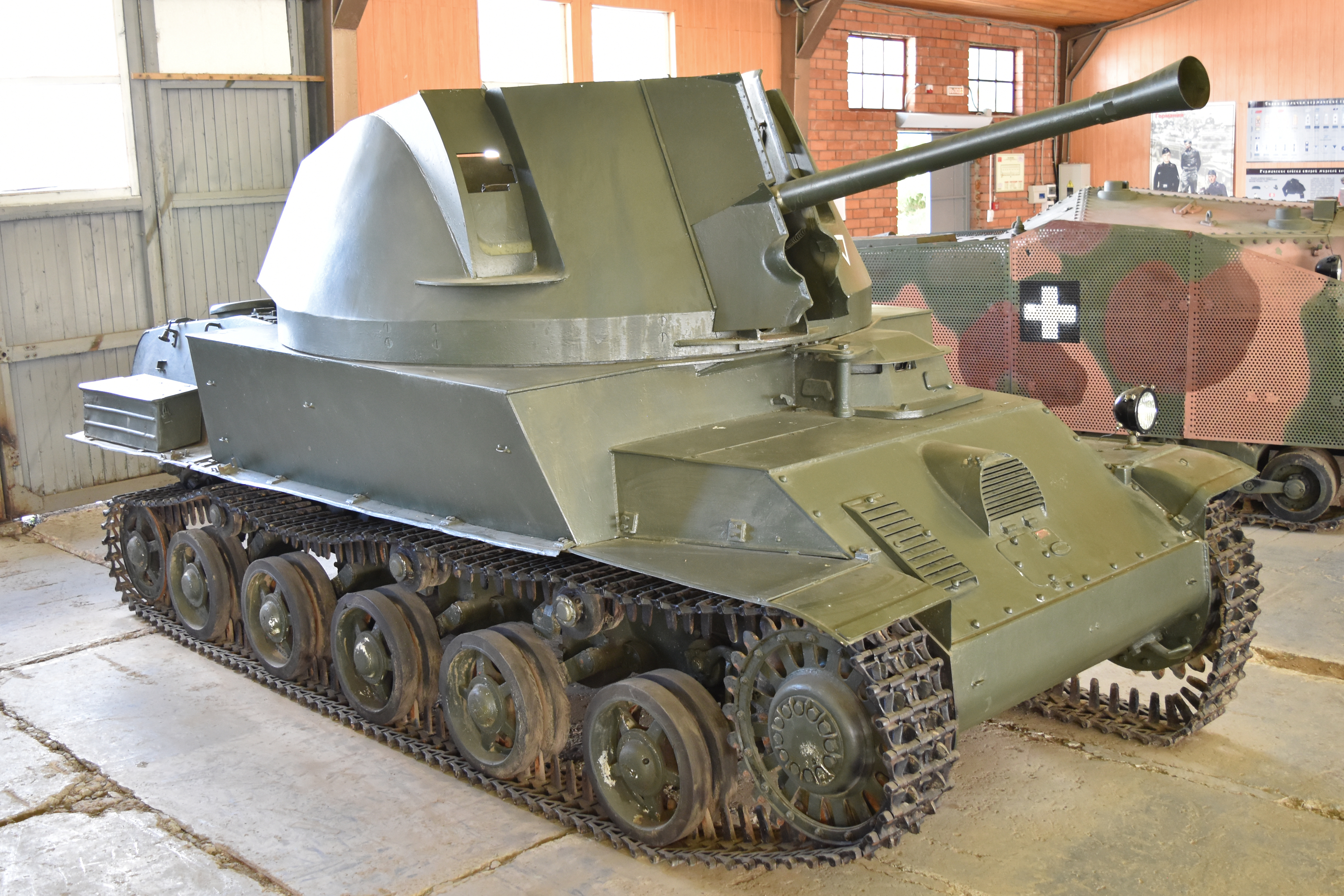
1940-ben rendszeresített Nimród páncélvadász és önjáró légvédelmi gépágyú

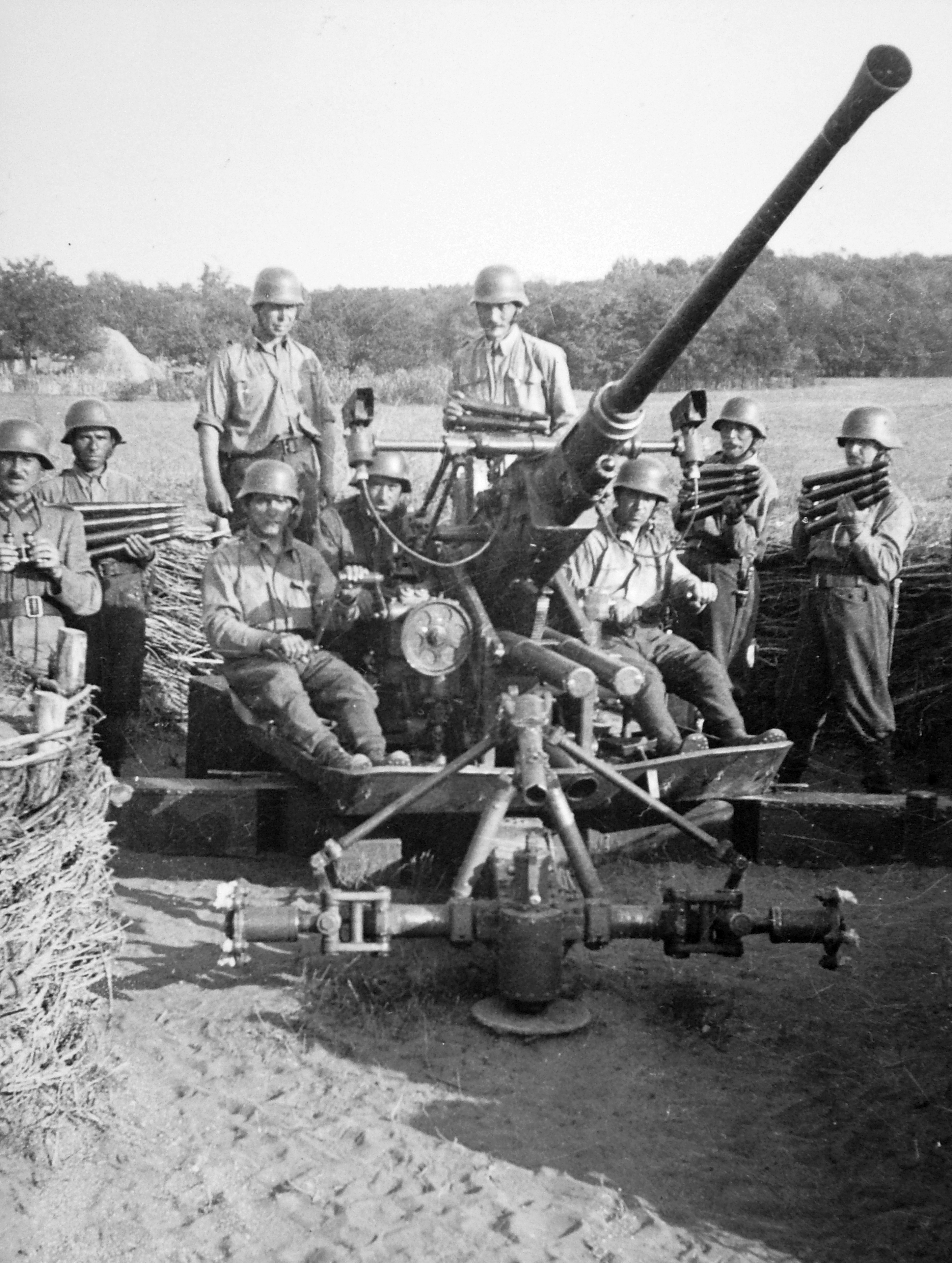
A svéd Bofors gyár légvédelmi gépágyúja 4 cm-es lövedékeket tudott útjára bocsátani. Ezt a fegyvert építették be a 40 mintájú Nimród harckocsiba is

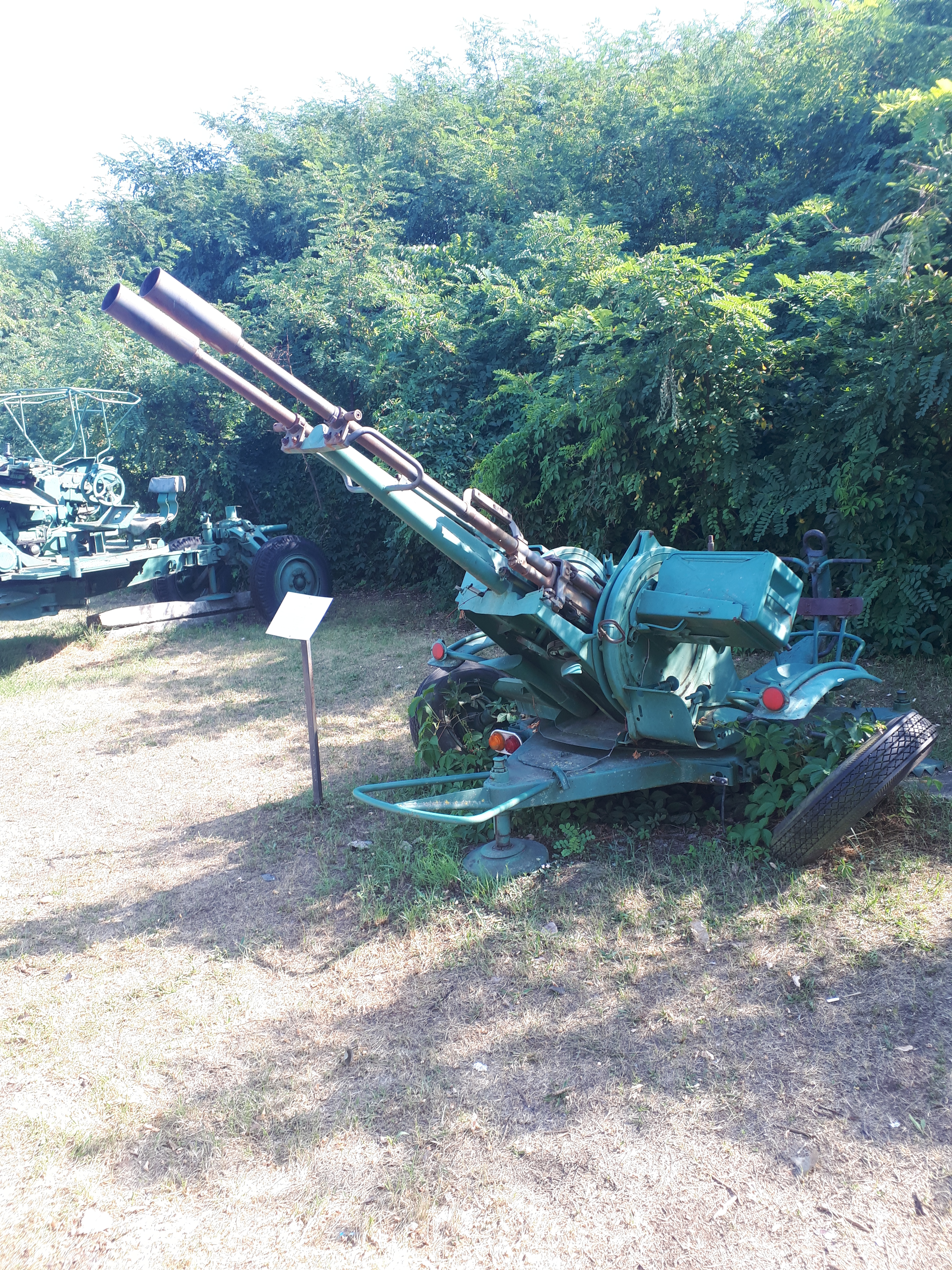
ZSU-23-2 ikercsövű légvédelmi gépágyú a Monostori Erőd udvarán kiállítva, Komáromban